# Jean-Henri Ulens
Jean-Henri Ulens (Sint-Truiden, 30 maart 1816 - 21 oktober 1894) was een Belgisch politicus, die onder meer burgemeester van Sint-Truiden werd.

## Levensloop
Jean Henri Paul Ulens, zoon van Paul Ulens en Anne Becaers, was doctor in de rechten en advocaat. Hij werd verkozen tot provincieraadslid voor Limburg en werd gemeenteraadslid en burgemeester van Sint-Truiden.
Hij trouwde in Gingelom in 1850 met Marie-Louise Véronique Ulens (1829-1891) en ze kregen twee zoons.
Hij werd pauselijk graaf en werd in 1871 opgenomen in de erfelijke Belgische adel.
De oudste zoon, Willem Ulens (1853-1919), was priester van het bisdom Luik, licentiaat in de theologie, kanunnik van de Sint-Pauluskerk in Luik en pauselijk graaf.
De tweede zoon, Paul Ulens (°1856), doctor in de rechten en pauselijk graaf, verdween uit België in 1898.
Hiermee was de adellijke Ulensfamilie uitgedoofd.